# Dong He (Youzai)
En aquest nom xinès, el cognom és Dong.
Dong He (mort el 221 EC) va ser un oficial administratiu sota els senyors de la guerra Liu Zhang i Liu Bei durant el període de la tardana Dinastia Han Oriental de la història xinesa.
Gran Administrador del districte de Yizhou sota Liu Zhang. Quan Liu Bei partí vers l'oest per tal de conquerir la província de Yi, ell va suggerir a Liu Zhang de demanar ajuda a Zhang Lu per lluitar contra Liu Bei. Es va oposar a rendir-se fins a l'últim moment, però, una vegada completada la invasió, es va unir a Liu Bei i es convertí en comandant imperial. En va ser admirat per la seva honestedat i la seva vida senzilla.